# La Puissance de la compassion
La puissance de la compassion  (titre original : The Power of Compassion) est un livre basé sur des conférences données à Londres au Wembley Auditorium en mai 1993 par le 14e dalaï-lama avec le traducteur Geshe Thupten Jinpa. L'ouvrage a été traduit de l'anglais en français par Laurence E. Fritsch. Il aborde des problèmes actuels que l'humanité doit surmonter : la haine raciale, le genre, la protection de l'environnement. Le livre parle simplement et clairement de la manière de vivre et de mourir correctement, et de la manière de pratiquer la sagesse et la compassion dans la vie quotidienne :
« Les bouddhistes considèrent que la compassion authentique repose sur la claire acceptation que les autres, comme eux-mêmes, désirent le bonheur et qu'ils ont le droit de maîtriser la souffrance. Partant de ce postulat, chacun d'entre nous est motivé par le bien-être de l'autre, indépendamment de l'attitude que celui-ci puisse manifester à notre égard. Telle est la compassion. »

## Contenu
Le lama bouddhiste tibétain a reçu un grand nombre de demandes pour partager son opinion sur les problèmes actuels de l'humanité. A l'occasion d'une série de conférences à Londres en mai 1993, outre des sujets religieux et philosophiques, il a également traité de nombreuses questions de cette nature. Il a discuté entre autres, la situation dans les Balkans, la haine raciale, la discrimination sexuelle et la protection de l'environnement. Dans la vie moderne, les gens ont de plus en plus besoin d'encouragements pour surmonter de nombreuses incertitudes et souffrances afin de pouvoir transformer leur vie et leurs relations. L'enseignant bouddhiste explique dans des termes simples comment la compassion et la tolérance peuvent faire partie intégrante de la vie quotidienne.
Les approches bouddhistes définissent la compassion comme l'intention de soutenir le bonheur de soi-même et des autres. La compassion est un principe fondamental de la philosophie bouddhiste. Selon les traditions bouddhistes et les modèles axés sur l'évolution, elle est conceptualisée comme une motivation prosociale et peut être définie comme  « la sensibilité à la souffrance de soi et des autres, avec un engagement profond pour tenter de la soulager et de la prévenir » ,,
Dans le bouddhisme, la compassion est considérée non seulement comme une réponse émotionnelle, mais aussi comme une réponse fondée sur la raison et la sagesse qui s'inscrit dans un cadre éthique soucieux de l'intention désintéressée de libérer les autres de la souffrance.
La compassion, ou « karuna », est définie par l'approche bouddhiste comme la capacité d'être avec « l'autre » dans son chagrin et son bonheur. Les Occidentaux pourraient associer à tort ce mot à la pitié, à la miséricorde ou à l'acte de se sacrifier ou de souffrir pour « l'autre ». Cependant, le dalaï-lama, dans son livre La puissance de la compassion, écrit précisément que : « Les bouddhistes considèrent que la compassion authentique repose sur la claire acceptation que les autres, comme eux-mêmes, désirent le bonheur et qu'ils ont le droit de maîtriser la souffrance ». Karuna résulte de la capacité à percevoir « l'autre » tel qu'il est, sans jugement ni critique. Elle n'est pas conditionnée à l'intérêt personnel et elle permet donc d'être avec « l'autre » à un niveau égal. Ainsi, la compassion est essentiellement différente de la pitié dans laquelle « l'autre » est perçu comme faible et peut-être inférieur.
Le dalaï-lama suggère que si nous avons juste de la compassion pour les gens que nous aimons, ce n'est pas de la vraie compassion ! « L'amour et la compassion que l'on éprouve envers ses amis se révèlent bien souvent n'être que de l'attachement. Notre sentiment ne repose pas sur la conscience que tous les êtres ont le même droit au bonheur et à la libération de la souffrance, mais sur un sentiment de possession confirmé par les expressions : "C'est le mien, c'est mon ami." ». Lorsqu'il s'agit de compassion pour ceux que nous n'aimons pas, ou qui peuvent nous menacer ou nous faire du mal, alors comprendre la compassion courageuse et affirmée, et la distinguer de la soumission et de la conformité, est crucial.

## Référence
1. ↑  « The Power of Compassion », Harpercollins.co.uk (consulté le 23 avril 2016)
2. ↑  « A könyörület ereje – Õszentsége, a XIV. Dalai Láma tanításainak gyüjteménye » (version du 3 juin 2016 sur Internet Archive)
3. ↑  (en) James D Duffy, The Integral Healer: The 4 Pillars of the Healer’s Practice, Global Advances in Health and Medicine, 2020, 9, 1–10
4. 1 2  (en) Clara Strauss, Billie Lever Taylor, Jenny Gua Willem Kuyken, Ruth Baer, Fergal Jones, KateCavanagh, What is compassion and how can we measure it? A review of definitions and measures, Clinical Psychology Review, 2016, 47, 15-27
5. ↑  Note: Dalaï Lama, 1995
6. ↑  Note: P. Gilbert, Explorations into the nature and function of compassion Current Opinion in Psychology, 28 (2019), pp. 108-114, DOI 10.1016/j.copsyc.2018.12.002
7. ↑  (en) James N. Kirby, Jamin Day, Vinita Sagar, The ‘Flow’ of compassion: A meta-analysis of the fears of compassion scales and psychological functioning, Clinical Psychology Review, 2019, 70, 26-39
8. ↑  (en) Linda Finlay, The Therapeutic Use of Self in Counselling and Psychotherapy, 2021, 208 p. (ISBN 978-1-5297-6626-4, lire en ligne), p. 58.
9. ↑  Paul Gilbert, Compassion Focused Therapy, Distinctive Features, 2010, https://doi.org/10.4324/9780203851197
10. ↑  Note : Dalaï-lama, La puissance de la compassion
11. ↑  Note : Dalaï-lama, La puissance de la compassion, p. 69
12. ↑  (en) Avi Gilboa, Sagit Ben-Shetrit, Sowing seeds of compassion: The case of a music therapy integration group, The Arts in Psychotherapy, 2009, 36(4), 251-260
13. ↑  (en) Paul Gilbert, Compassion : Concepts, Research and Applications, 2017, 310 p. (ISBN 978-1-317-18948-0, lire en ligne), p. 10.